# Gadjg-e Poshtkuh
 (janvier 2025).

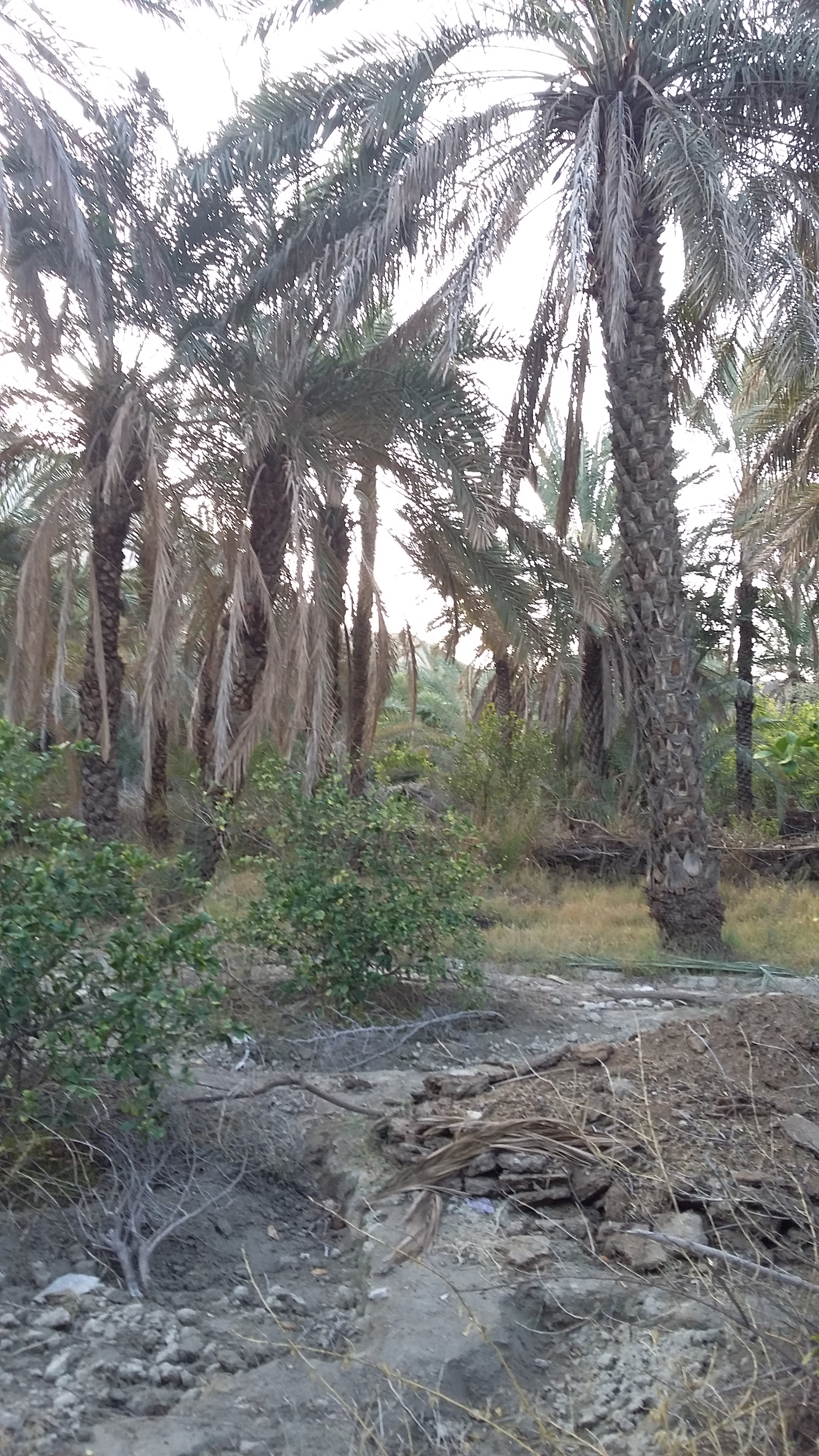

Gadjg-e Poshtkuh (persan : (گجگ پشتکوه), également romanisé sous le nom de Gajg-e Poshtkawh et Gojg-e Poshtkawh ; également connu sous le nom de Govājag-e Pâpar) est un village de Poshtkuh-e Shamil Pushtkuh dans le district rural de Shamil, district de Shamil, comté de Bandar Abbas, province d'Hormozgan, Iran. Lors du recensement de 2006, sa population était de 153 habitants, répartis dans 39 familles.